# Claustrul dominican-franciscan din Cluj

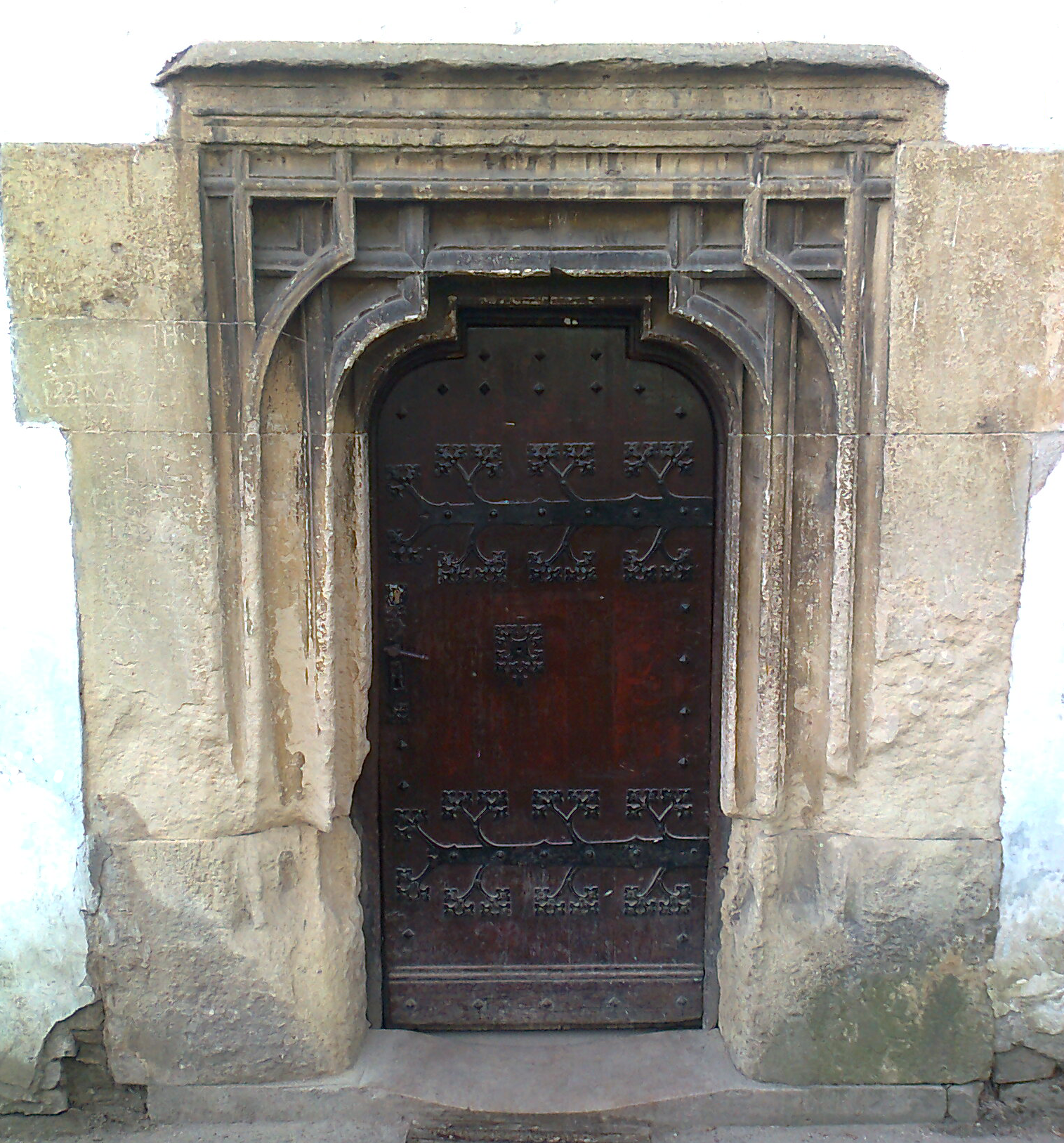
Intrarea în mănăstire

Claustrul dominican-franciscan (monument de arhitectură religioasă, cod LMI CJ-II-a-A-07305, str. Victor Deleu nr. 2-4) este un vechi ansamblu monahal (cloașter), una din cele mai vechi clădiri din Cluj-Napoca. 

## Istoric
Mănăstirea, una din primele mănăstiri dominicane din Transilvania, a fost construită lângă vechea biserică dominicană din Cluj.
Claustrul dominican a fost construit la începutul secolului al XII-lea și a fost distrus de marea năvălire tătară din 1241. Ulterior complexul a fost reconstruit în mai multe etape (între secolele XIV-XV). 
După alungarea dominicanilor în contextul Reformei Protestante, claustrul și biserica au fost trecute succesiv în posesia luteranilor, unitarienilor și reformaților, imobilele suferind degradări treptate, unele deosebit de grave.
În anul 1693, după instalarea administrației imperiale habsburgice în Transilvania, în absența dominicanilor, biserica a fost trecută în posesia iezuiților. În 1724 iezuiții au predat biserica franciscanilor, care nu au putut recupera Biserica de pe Ulița Lupilor. Iezuiții își construiseră propria biserică, Biserica Universității.
În perioada comunistă claustrul dominican-franciscan a fost folosit ca liceu de muzică.